# 崁頭山

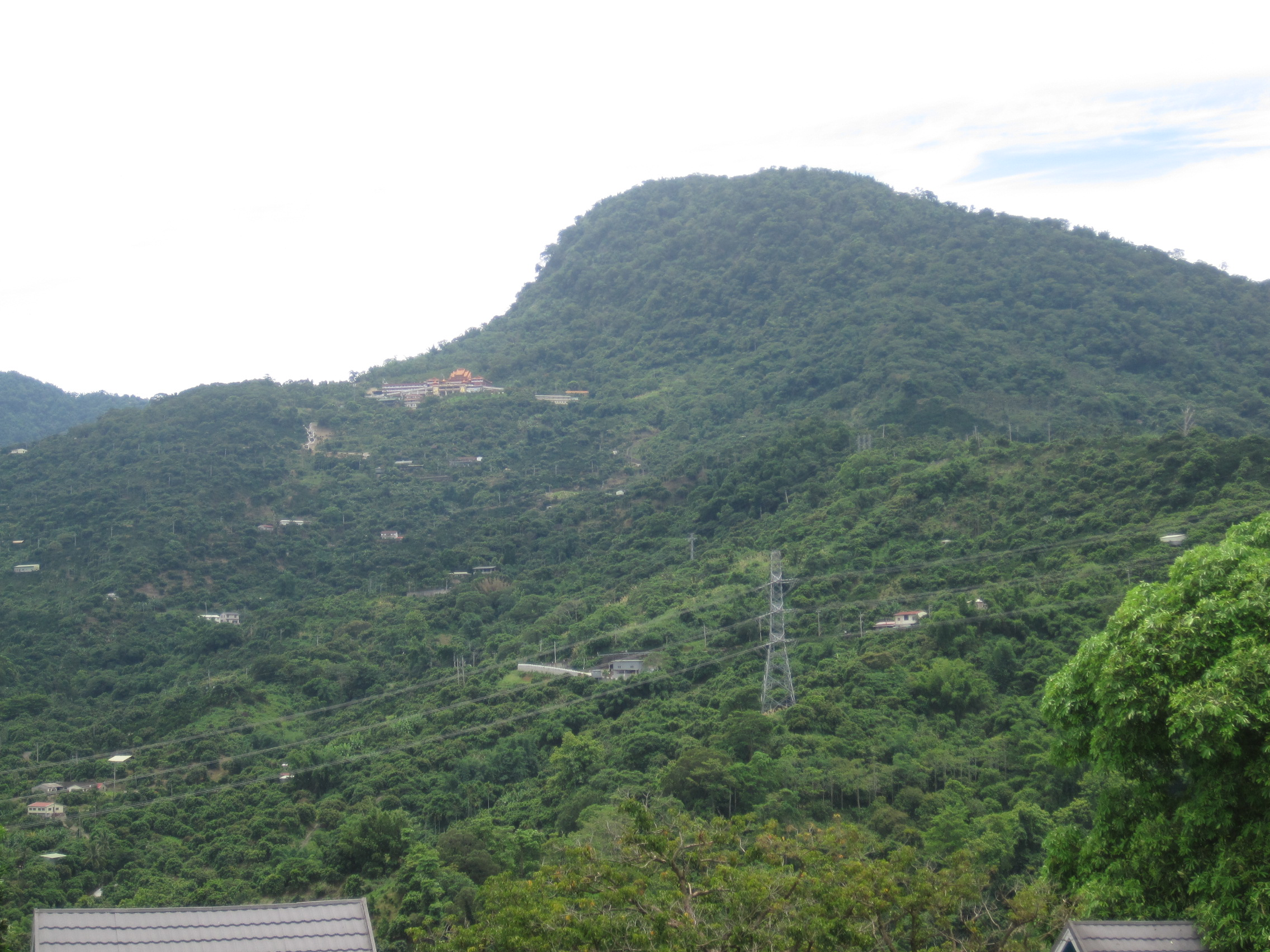
從臺南市東山區仙湖農場拍攝的崁頭山，遠方廟宇為孚佑宮仙公廟。

崁頭山，位於台灣台南市東山區南勢里，峰頂海拔841公尺，為台灣小百岳之一。該山峰地處急水溪支流鹿寮溪與曾文溪的分水嶺上，立有三等三角點123號。

## 外部連結
- 中華民國健行登山會 （页面存档备份，存于）
- 自然步道 - 崁頭山步道 - 山林悠遊網 （页面存档备份，存于）
- 旅遊資訊 - 自然步道 - 崁頭山步道